# Sacramentario di Ratmann
Il Sacramentario di Ratmann è un manoscritto miniato eseguito intorno al 1159 e conservato nel museo della cattedrale di Hildesheim.

## Storia
Il sacramentario viene eseguito entro il 1159 da un monaco sacerdote di nome Ratmann e donato per l'altare maggiore del monastero di San Michele a Hildesheim. Tale Ratmann è forse lo stesso consigliere che compare in un documento del 1178 come abate del monastero. Il sacramentario contiene ricche decorazioni, tra cui una miniatura che raffigura il vescovo Bernward von Hildesheim, fondatore del monastero, già prima della sua canonizzazione del 1192, accanto all'Arcangelo Michele patrono della chiesa. Nel 1150 un sinodo provinciale a Erfurt consentì a Bernward di essere venerato localmente in San Michele e questo manoscritto è una delle più antiche testimonianze della concretizzazione del suo culto.
Nel XV secolo il testo fu cancellato e riscritto. Le miniature altomedievali e i capilettera ornati del XII secolo sono stati mantenuti. Una tale riscrittura di un manoscritto con conservazione del contenuto e della sua funzione liturgica è straordinaria.
Il manoscritto è oggi conservato nel museo della cattedrale di Hildesheim.